# Colostygia holli
Colostygia holli là một loài bướm đêm trong họ Geometridae.